# Veslanje na Poletnih olimpijskih igrah 2012
Veslanje na Poletnih olimpijskih igrah 2012. Tekmovanja so potekala v osmih disciplinah za moške in šestih za ženske.

## Dobitniki medalj
| Disciplina                  | Zlato | Srebro | Bron |
| Enojec                      | Mahe Drysdale (NZL) | Ondřej Synek (CZE) | Alan Campbell (GBR) |
| Dvojni dvojec               | Nova Zelandija · Nathan Cohen · Joseph Sullivan | Italija · Romano Battisti · Alessio Sartori | Slovenija · Iztok Čop · Luka Špik |
| Lahki dvojni dvojec         | Danska · Mads Rasmussen · Rasmus Quist Hansen | Združeno kraljestvo · Zac Purchase · Mark Hunter | Nova Zelandija · Storm Uru · Peter Taylor |
| Dvojni četverec             | Nemčija · Karl Schulze · Philipp Wende · Lauritz Schoof · Tim Grohmann                                                                                              | Hrvaška · David Šain · Martin Sinković · Damir Martin · Valent Sinković                                                                                 | Avstralija · Chris Morgan · Karsten Forsterling · James McRae · Daniel Noonan                                                                                              |
| Dvojec brez krmarja         | Nova Zelandija · Eric Murray · Hamish Bond | Francija · Germain Chardin · Dorian Mortelette | Združeno kraljestvo · George Nash · William Satch |
| Četverec brez krmarja       | Združeno kraljestvo · Alex Gregory · Tom James · Pete Reed · Andrew Triggs-Hodge                                                                                    | Avstralija · James Chapman · Joshua Dunkley-Smith · Drew Ginn · William Lockwood                                                                        | ZDA · Charlie Cole · Scott Gault · Glenn Ochal · Henrik Rummel |
| Lahki četverec brez krmarja | Južna Afrika · James Thompson · Matthew Brittain · John Smith · Sizwe Ndlovu                                                                                        | Združeno kraljestvo · Peter Chambers · Rob Williams · Richard Chambers · Chris Bartley                                                                  | Danska · Kasper Winther · Morten Jørgensen · Jacob Barsoe · Eskild Ebbesen                                                                                                 |
| Osmerec s krmarjem          | Nemčija · Filip Adamski · Andreas Kuffner · Eric Johannesen · Maximilian Reinelt · Richard Schmidt · Lukas Müller · Florian Mennigen · Kristof Wilke · Martin Sauer | Kanada · Gabriel Bergen · Douglas Csima · Robert Gibson · Conlin McCabe · Malcolm Howard · Andrew Byrnes · Jeremiah Brown · Will Crothers · Brian Price | Združeno kraljestvo · Alex Partridge · James Foad · Tom Ransley · Richard Egington · Mohamed Sbihi · Greg Searle · Matthew Langridge · Constantine Louloudis · Phelan Hill |

## Dobitnice medalj
| Disciplina          | Zlato | Srebro | Bron |
| Enojec              | Miroslava Knapkova (CZE) | Fie Udby Erichsen (DEN) | Kim Crow (AUS) |
| Dvojni dvojec       | Združeno kraljestvo · Anna Watkins · Katherine Grainger                                                                                            | Avstralija · Kim Crow · Brooke Pratley | Poljska · Magdalena Fularczyk · Julia Michalska |
| Lahki dvojni dvojec | Združeno kraljestvo · Katherine Copeland · Sophie Hosking                                                                                          | Kitajska · Šu Dongšiang · Huang Venji | Grčija · Christina Giazitzidou · Alexandra Tsiavou |
| Dvojni četverec     | Ukrajina · Katerina Tarasenko · Natalija Dovgodko · Anastazija Koženkova · Jana Dementjeva                                                         | Nemčija · Annekatrin Thiele · Carina Bär · Julia Richter · Britta Oppelt | ZDA · Natalie Dell · Kara Kohler · Megan Kalmoe · Adrienne Martelli |
| Dvojec brez krmarke | Združeno kraljestvo · Helen Glover · Heather Stanning                                                                                              | Avstralija · Kate Hornsey · Sarah Tait | Nova Zelandija · Juliette Haigh · Rebecca Scown |
| Osmerec s krmarko   | ZDA · Erin Cafaro · Susan Francia · Esther Lofgren · Taylor Ritzel · Meghan Musnicki · Eleanor Logan · Caroline Lind · Caryn Davies · Mary Whipple | Kanada · Janine Hanson · Rachelle Viinberg · Krista Guloien · Lauren Wilkinson · Natalie Mastracci · Ashley Brzozowicz · Darcy Marquardt · Andreanne Morin · Lesley Thompson-Willie | Nizozemska · Jacobine Veenhoven · Nienke Kingma · Chantal Achterberg · Sytske de Groot · Roline Repelaer van Driel · Claudia Belderbos · Carline Bouw · Annemiek de Haan · Anne Schellekens |

## Medalje po državah
| Poz    | Država              | Zlato | Srebro | Bron | Skupaj |
| 1      | Združeno kraljestvo | 4     | 2      | 3    | 9      |
| 2      | Nova Zelandija      | 3     | 0      | 2    | 5      |
| 3      | Nemčija             | 2     | 1      | 0    | 3      |
| 4      | Danska              | 1     | 1      | 1    | 3      |
| 5      | Češka               | 1     | 1      | 0    | 2      |
| 6      | ZDA                 | 1     | 0      | 2    | 3      |
| 7      | Južna Afrika        | 1     | 0      | 0    | 1      |
| 7      | Ukrajina            | 1     | 0      | 0    | 1      |
| 9      | Avstralija          | 0     | 3      | 2    | 5      |
| 10     | Kanada              | 0     | 2      | 0    | 2      |
| 11     | Kitajska            | 0     | 1      | 0    | 1      |
| 11     | Hrvaška             | 0     | 1      | 0    | 1      |
| 11     | Francija            | 0     | 1      | 0    | 1      |
| 11     | Italija             | 0     | 1      | 0    | 1      |
| 15     | Grčija              | 0     | 0      | 1    | 1      |
| 15     | Nizozemska          | 0     | 0      | 1    | 1      |
| 15     | Poljska             | 0     | 0      | 1    | 1      |
| 15     | Slovenija           | 0     | 0      | 1    | 1      |
| Skupaj | Skupaj              | 14    | 14     | 14   | 42     |